# Lucha senegalesa

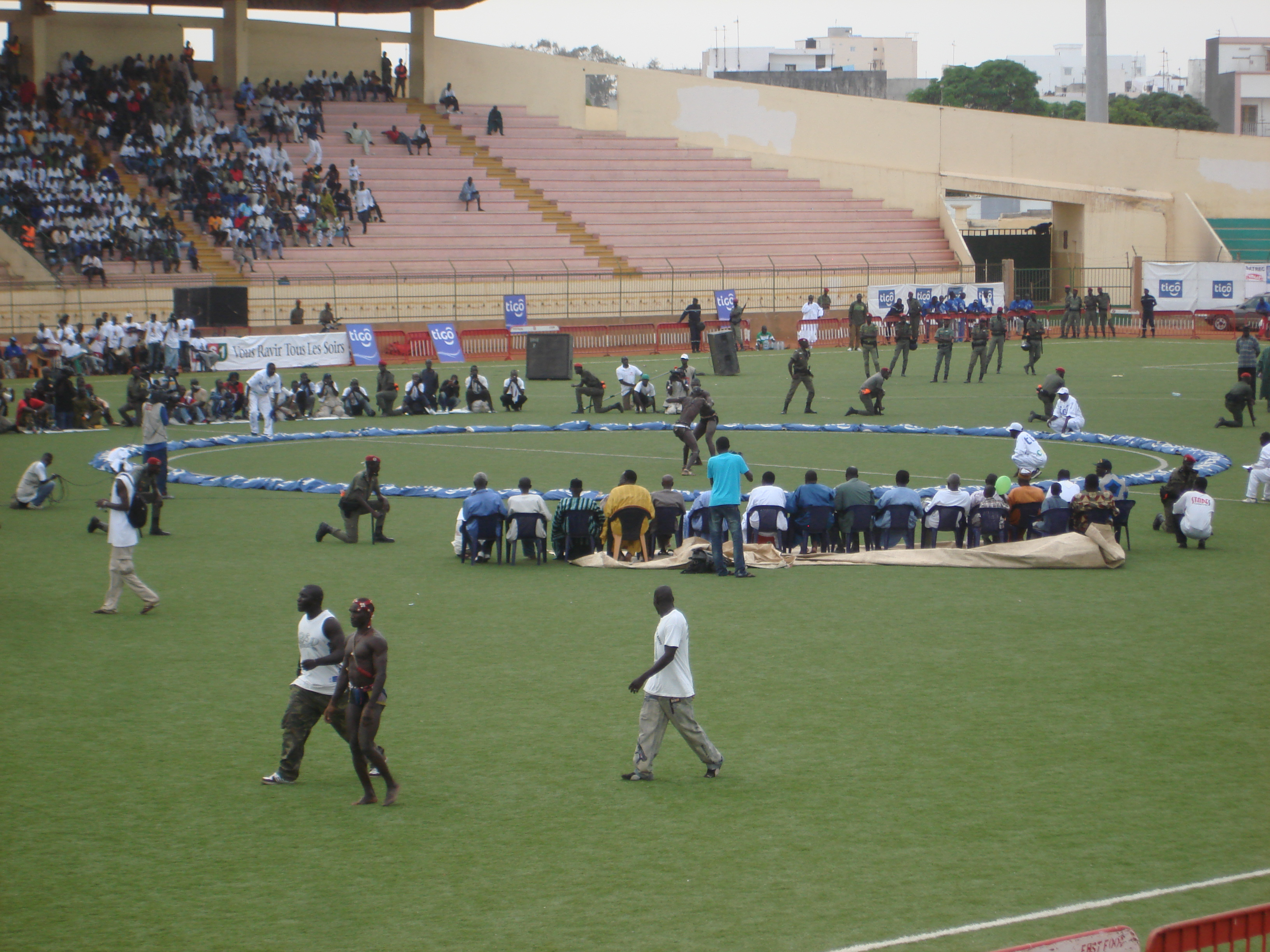
Combate en el estadio Demba Diop de Dakar.

La Lucha senegalesa (Fr. Lutte Sénégalaise, wolof Lamb o Laamb) es un tipo de lucha tradicional muy popular en Senegal (principalmente en Sine-Saloum y Casamanza) y parte de Gambia, y es parte de una forma de lucha tradicional en África Occidental más amplia. La variante senegalesa tradicionalmente permite golpes con las manos (frappe), y es la única de las luchas del África Occidental en hacerlo. Dentro de una confederación más grande y del campeonato africano de Lucha tradicional que se ha desarrollado desde la década de 1990, los luchadores senegaleses ahora practican ambas variantes, llamada oficialmente Lucha tradicional sin golpes Lutte Traditionnelle sans frappe (para la versión internacional) y Lutte Traditionnelle avec frappe para la versión con golpeo.

## Historia
Deporte tradicional, los primeros combates de lucha tenían lugar después de la temporada de lluvias y enfrentaban a los luchadores de las aldeas vecinas en campeonatos llamados mbaapat. Esto es particularmente cierto en las regiones del norte del Seno-Saloum y Casamanza. 

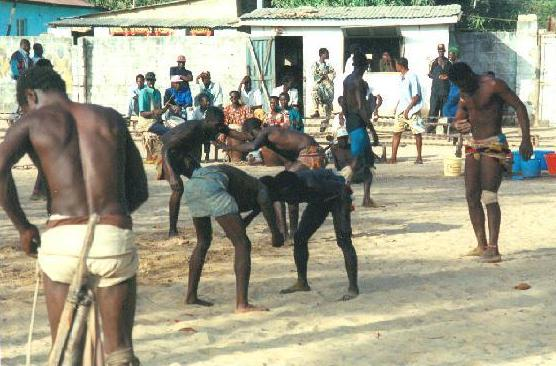
Combate en un pueblo de Gambia.

 El vencedor del torneo podía ganar ganado, granos u otros bienes. Tradicionalmente, los hombres jóvenes solían luchar como distracción, para cortejar sus mujeres, probar su virilidad, y otorgar honor a sus aldeas. Por lo general, cada luchador llamado M'burr en wolof realiza un baile antes del inicio del combate.
Con el paso del tiempo y el éxito, la lucha se fue convirtiendo en algo cada vez más importante, así como aumentaba el caché de los luchadores. Hoy en día los combates son grandes acontecimientos deportivos que movilizan a los medios de comunicación y reciben la atención de los residentes y la diáspora. Trascendiendo los grupos étnicos, el deporte goza de condición de deporte nacional. Actualmente, la lucha está organizada por empresas promotoras que organizan veladas celebradas en grandes recintos deportivos e inspiradas en las de boxeo, y que ofrecen premios para los ganadores en forma de importantes cantidades de dinero gracias a la retransmisión de los combates por televisión y la aportación de patrocinadores privados. El deporte, gracias a esa difusión, se ha expandido al extranjero, y se han llegado a celebrar combates de exhibición en Europa de la modalidad sin golpes.

## Reglas
El reglamento es muy estricto y complejo. Se aplica por tres jueces árbitros. 

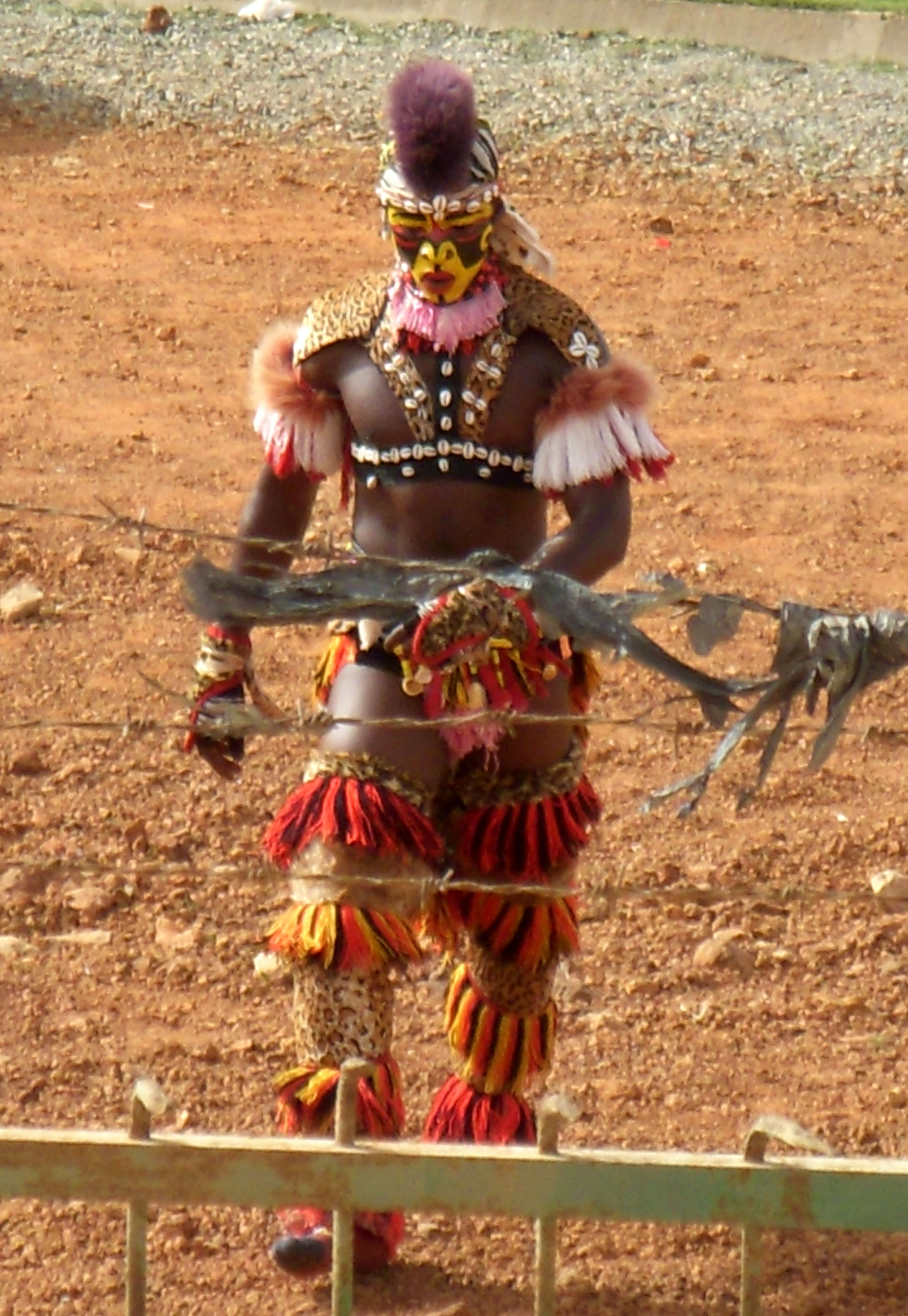
Antes del combate.

Un combate dura cuarenta y cinco minutos (45’) en tres partes con pausas de cinco minutos (5). El combate termina cuando hay una caída de uno de los luchadores. Se considera que existe caída cuando la cabeza, las nalgas o la parte trasera del luchador llegan al suelo. La victoria también puede atribuirse a un luchador cuando su oponente no presenta las condiciones físicas o médicas adecuadas para la lucha.

## Medios de comunicación
En abril de 2008, un documental de la BBC titulado Last Man Standing trató sobre la vida de un grupo de aspirantes británicos y americanos en un campamento que se enfrentaban a luchadores senegaleses. El Laamb apareció en la película de 2005 La llamada de las arenas (L'Appel des arènes).

## Etimología
Laamb es la palabra en wolof para "lucha".

## Campeones
Desde la década de 1950, la lucha senegalesa, al igual que sus homólogas en otras zonas de África occidental, se ha convertido en un gran espectáculo deportivo y en un evento cultural. Los campeones de las competiciones de lucha tradicional son celebridades en Senegal, como los luchadores Yékini, Tyson y Bombardier, los más conocidos. La expansión internacional del deporte ha provocado también que luchadores de otras variantes hayan viajado a Senegal para participar en combates. Algunos, como Juan Francisco Espino (Trota), procedente de la lucha canaria, incluso se han instalado definitivamente en el país para disputar el campeonato nacional.